# Circoviridae
Circoviridae és una família de virus d'ADN monocatenari que inclou el gènere Circovirus (circovirus porcí tipus 1 i Circovirus porcí tipus 2, virus del bec i de la ploma), circovirus dels canaris), entre d'altres. En el gènere Gyrovirus hi ha el virus de l'anèmia del pollastre.